# Exposition de la Jeunesse

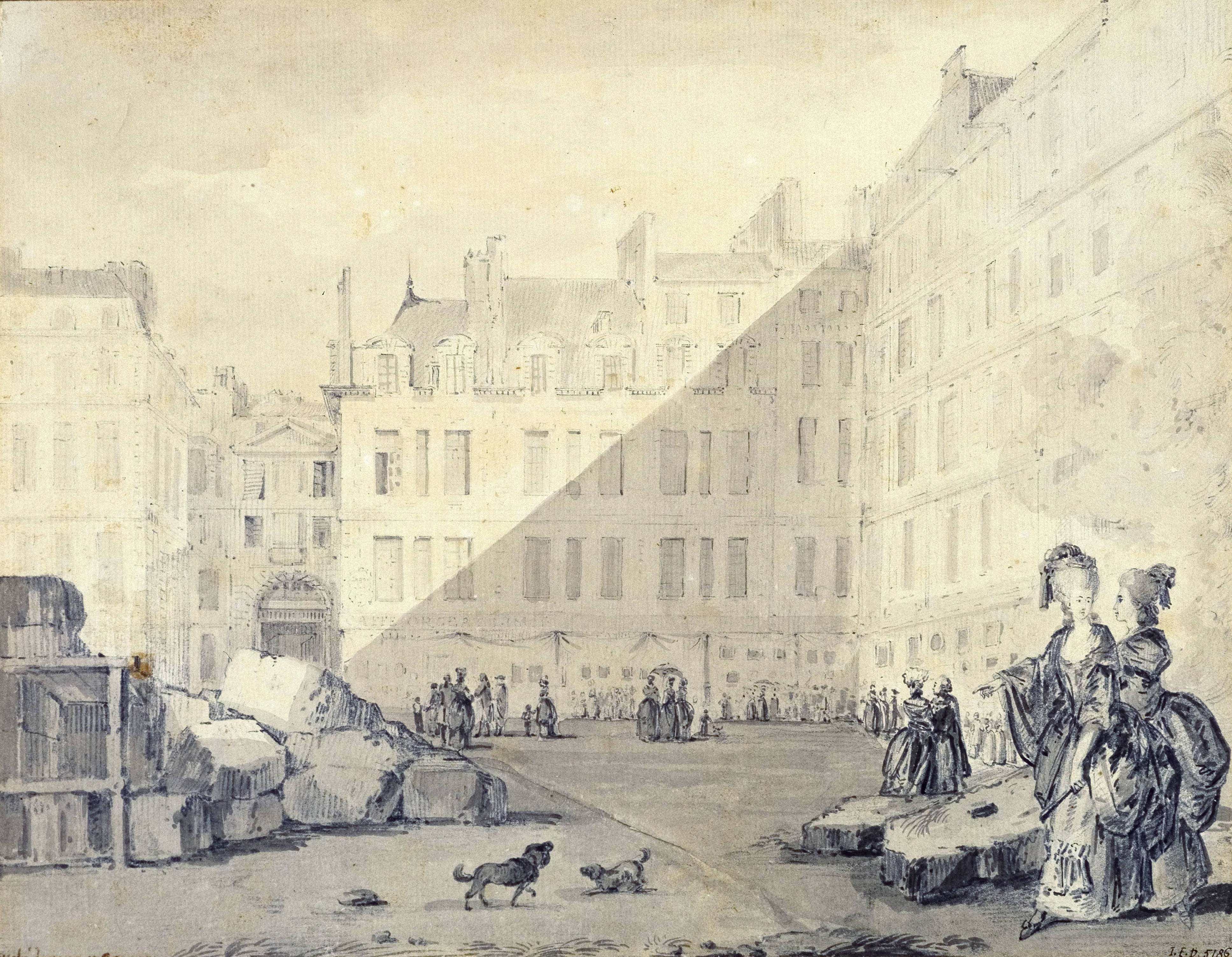
Gaspard Duché de Vancy, Exposition de la Jeunesse à place Dauphine, 1780 (Paris, musée Carnavalet)

Les Expositions de la Jeunesse étaient des présentations libres de peintures à Paris sous l'Ancien Régime. Les peintres plaçaient leurs œuvres à l'angle de la Place Dauphine et du Pont Neuf, le jour de la Fête-Dieu. L'exposition ne durait que quelques heures (de six heures à midi au plus). S'il pleuvait, elle était reportée au jour de la Petite Fête-Dieu, c'est-à-dire à l'octave, le dimanche suivant. S'il pleuvait encore ce jour-là, elle était reportée à l'année suivante.
À l'origine, les propriétaires des maisons qui se trouvaient sur le chemin de la procession du Saint-Sacrement pour la Fête-Dieu avaient pour obligation de décorer la façade sur rue en présentant une peinture. C'est petit à petit que la fête devint l'occasion pour les peintres de se faire connaître en présentant leurs toiles et en les vendant à travers cette exposition annuelle.
L'expression « exposition de la jeunesse », n'est pas utilisée avant 1791 et l'exposition que donna le peintre marchand Jean-Baptiste Pierre Lebrun à son hôtel de la rue de Cléry, elle est reprise par Émile Bellier de La Chavignerie pour désigner l'exposition qui se tient chaque année Place Dauphine.
François Boucher y exposa en 1725, pour la première fois quelques tableaux, en attendant de réunir la somme pour partir à Rome.